# Ruben Fleischer
Ruben Samuel Fleischer (Washington, 31 ottobre 1974) è un regista, produttore televisivo e produttore cinematografico statunitense.

## Biografia
Nato e cresciuto a Washington da genitori ebrei riformati, dopo una laurea in storia presso la Wesleyan University si trasferisce a San Francisco, dove lavora come programmatore HTML freelance. Entra in contatto col mondo dello spettacolo lavorando saltuariamente sul set della serie televisiva Dawson's Creek. Passato dietro alla macchina da presa, dirige alcuni videoclip, spot pubblicitari e episodi di talk show televisivi, oltre a creare e produrre per MTV alcuni reality show.
Nel 2009 debutta alla regia di un lungometraggio con Benvenuti a Zombieland, rilettura in chiave comica dei tòpoi dei film sugli zombi. La pellicola riscuote un successo inaspettato da parte di critica e pubblico, incassando oltre 100 milioni di dollari in tutto il mondo a fronte di un budget relativamente basso. Lanciato dal successo di Zoembieland, nel 2011 Fleischer dirige il suo secondo lungometraggio, la commedia nera ispirata a fatti di cronaca 30 Minutes or Less, che non incontra i favori né della critica né del pubblico. Nel 2013 dirige il poliziesco Gangster Squad, basato sulla vicenda di un gruppo di agenti che negli anni quaranta cercarono di contrastare la famiglia criminale di Los Angeles. Nonostante un cast che comprende Sean Penn, Ryan Gosling, Josh Brolin e Emma Stone, il film viene accolto negativamente dalla critica e risulta solo un modesto successo commerciale. Dal 2015, Fleischer è produttore esecutivo e occasionale regista di serie televisive quali Superstore, The Bold Type e Stumptown.
Nel 2018 dirige Venom, sull'omonimo personaggio Marvel Comics, con Tom Hardy nel ruolo del protagonista. Nonostante le stroncature della critica, il film segna il miglior risultato al botteghino di sempre per il regista, con un incasso complessivo di 856 milioni di dollari, il settimo più alto dell'annata. L'anno seguente, Fleischer dirige il sequel di Zombieland, Zombieland - Doppio colpo, che si rivela un successo commerciale in linea col suo predecessore.Nel 2022 Fleischer dirige Uncharted, trasposizione cinematografica  dell'omonima serie videoludica.

## Filmografia

### Regista

#### Cinema
- Benvenuti a Zombieland (Zombieland) (2009)
- 30 Minutes or Less (2011)
- Gangster Squad (2013)
- Venom (2018)
- Zombieland - Doppio colpo (Zombieland: Double Tap) (2019)
- Uncharted (2022)
- L'illusione perfetta - Now You See Me: Now You Don't (Now You See Me: Now You Don't) (2025)

#### Televisione
- Jimmy Kimmel Live! – programma TV, 3 episodi (2003-2006)
- Between Two Ferns with Zach Galifianakis – programma TV, 2 episodi (2008)
- Funny or Die Presents... – programma TV, 4 episodi (2010)
- Escape My Life – serie TV, 5 episodi (2012)
- Tubbin' with Tash – programma TV, 4 episodi (2013)
- The List - film TV (2013)
- Marry Me – serie TV, episodio 1x12 (2015)
- Superstore – serie TV, 7 episodi (2015-2021)
- American Housewife – serie TV, episodio 1x01 (2016)
- Santa Clarita Diet – serie TV, 2 episodi (2017)
- Spaced Out - film TV (2017)
- Stumptown – serie TV, episodio 1x14 (2020)
- The Good Doctor - serie TV, episodio 6x16 (2023)

#### Video musicali
- M.I.A. - Galang (2003)
- Electric Six - Dance Commander (2006)
- Kid Sister (feat. Kanye West) - Pro Nails (2007)

### Produttore esecutivo

#### Cinema
- Gangster Squad, regia di Ruben Fleischer (2013)
- Il corriere - The Mule (The Mule), regia di Clint Eastwood (2018)
- Zombieland - Doppio colpo (Zombieland: Double Tap), regia di Ruben Fleischer (2019)
- Venom - La furia di Carnage, regia di Andy Serkis (2022)
- Uncharted, regia di Ruben Fleischer (2022)

#### Televisione
- Rob & Big – serie TV, 31 episodi (2006-2008)
- Nick's Big Show - miniserie TV (2009)
- Fantasy Factory – serie TV, 45 episodi (2009-2015)
- The List, regia di Ruben Fleischer - film TV (2013)
- Superstore – serie TV, 96 episodi (2015-2021)
- American Housewife – serie TV, episodio 1x01 (2016)
- Santa Clarita Diet – serie TV, episodio 1x01 (2017)
- The Bold Type – serie TV, 43 episodi (2017-2021)
- Stumptown – serie TV, 18 episodi (2019-2020)
- Bhaag Beanie Bhaag - serie TV, 6 episodi (2020)
- Jury Duty - serie TV, 2 episodi (2023)
- Infiltrati alla Casa Bianca - White House Plumbers (White House Plumbers) – miniserie TV, 3 episodi (2023)

### Produttore
- Appuntamento con l'amore (Two Night Stand), regia di Max Nichols (2014)
- Unicorn Store, regia di Brie Larson (2017)
- Bad Trip, regia di Kitao Sakurai (2020)

### Sceneggiatore
- Rob & Big - serie TV, 31 episodi (2006-2008)
- Fantasy Factory - serie TV, 22 episodi (2009-2010)

## Riconoscimenti
- Premio Emmy
  - 2023 - Candidatura alla migliore serie commedia per Jury Duty